# Ernst Kreuder
Ernst Kreuder (* 29. August 1903 in Zeitz; † 24. Dezember 1972 in Darmstadt) war ein deutscher Schriftsteller. Sein vorwiegend erzählerisches Werk hat zeitkritische, romantische und mystische Züge. An bedeutende Erfolge ab 1945 konnte Kreuder bald nach der Zuerkennung des Georg-Büchner-Preises 1953 nicht mehr anknüpfen. Mehrere Versuche der „Wiederentdeckung“ schlugen bis heute fehl.

## Leben
Ernst Kreuder wuchs in einfachen Verhältnissen in Offenbach am Main auf, wo er, wie sein Bruder Wilhelm Kreuder, die Oberrealschule besuchte. Er machte eine Banklehre und studierte in Frankfurt am Main Philosophie, Literaturgeschichte und Kriminologie, allerdings ohne Abschluss. Zur Finanzierung des Studiums trug er als Hilfsarbeiter in einem Eisenbergwerk, einer Ziegelei und auf Baustellen bei. 1926/27 unternahm er mit seinem Freund Hanns Ulbricht eine 13-monatige Wanderung durch Jugoslawien, Albanien und Griechenland. Die Reise endete in einem finanziellen und gesundheitlichen Desaster.
In diesen Jahren schloss sich Kreuder der südhessischen Künstlergruppe der Animalisten an, die u. a. Hans Henny Jahnn, Gottfried Benn, Ludwig Klages, Theodor Däubler und Alfred Döblin verehrten. An Benns vorbehaltloser Begrüßung des „Dritten Reiches“ übte Kreuder allerdings später Kritik. Mit führenden Animalisten wie Carl Mumm und den Brüdern Max und Jan Herchenröder blieb Kreuder auch nach dem Krieg verbunden.
Kreuder hatte bereits in den 1920er Jahren Feuilletonistisches für die Frankfurter Zeitung verfasst. Ab 1932 schrieb er für den Münchner Simplicissimus und war als Redaktionsassistent bei der satirischen Zeitschrift tätig, bis sie 1933 von der SA heimgesucht und schließlich gleichgeschaltet wurde. 1934 bis 1940 lebte Kreuder mit seiner Ehefrau Irene zurückgezogen in der ehemaligen Kaisermühle bei Darmstadt. Während dieser Zeit verfasste er als Brotarbeit abenteuerliche und groteske Kurzgeschichten, die in zahlreichen Zeitungen und Zeitschriften im NS-Staat erschienen. Nebenher begann er mit der Arbeit an den Unauffindbaren. Dieser umfangreiche Roman in beschwörendem Tonfall wird häufig als Kreuders Hauptwerk bezeichnet. Er konnte erst 1948 erscheinen.
Kreuders Rolle in der Inneren Emigration ist nicht unumstritten. Folgt man Stephan Rauers gründlicher Untersuchung, neigte der Erzähler selber dazu, seine „oppositionelle“, ja sogar „widerständige“ Rolle im Rückblick allzu farbkräftig zu malen. Kreuder hatte seinen Kurzgeschichtenmarkt, veröffentlichte zwei Sammelbände, beteiligte sich hin und wieder an Lesungen, rechnete sich auch gute Chancen aus, die Unauffindbaren herauszubringen. Wahrscheinlich schwebte ihm ein ähnlicher Erfolg vor, wie ihn sein Berliner Kollege und Freund Horst Lange mit dem Roman Schwarze Weide erzielt hatte.
Von 1940 bis 1945 musste Kreuder weitgehend aufs Schreiben verzichten, weil er zur Wehrmacht eingezogen worden war. Er diente im Ruhrgebiet bei der Flugabwehr. Aus zweimonatiger amerikanischer Gefangenschaft völlig entkräftet und niedergeschlagen in die Kaisermühle heimgekehrt, witterte er gleichwohl die Chance, auf dem leergefegten Buchmarkt zu reüssieren. Da das Manuskript der großangelegten Unauffindbaren noch zu unvollkommen war, gelang ihm dies mit den drei „wie im Rausch“ verfassten Erzählungen Schwebender Weg, Die Geschichte durchs Fenster und Die Gesellschaft vom Dachboden. Der Dachboden erregte geradezu Aufsehen. Dieser Kurzroman, der für Kasimir Edschmid den verblüffend graziösen Auftakt des kreuderschen Opus darstellte, war das erste literarische Werk aus dem Nachkriegsdeutschland, das ins Englische übersetzt wurde. Der Dachboden ist das einzige Werk Kreuders, das mehrere Neuauflagen erlebte und bis zum heutigen Tag nicht der Vergessenheit anheimfiel.
1949 wurde Ernst Kreuder durch Alfred Döblin zum Mitglied der Akademie der Wissenschaften und der Literatur in Mainz berufen. Aus dieser Zeit datiert seine Bekanntschaft und zeitweise Freundschaft mit Arno Schmidt – bis dieser Kreuders 1959 erschienenen Roman Agimos verriss. Obwohl Ernst Kreuder nach dem Büchnerpreis (1953) knapp 20 Jahre später (1971) noch den Preis des Kulturkreises im Bundesverband der Deutschen Industrie erhielt, hatte er in dieser Zeitspanne große Mühe, sich von seinen Texten – davon viele für Presse und Rundfunk – zu ernähren. Der Autorin Angelika Mechtel versicherte er noch kurz vor seinem Tod verbittert, er werde „bis an den Grabesrand“ schreiben müssen.
Ernst Kreuder war zeitlebens überzeugter Biertrinker und Zigarettenraucher. Daneben liebte er Holunder. Er litt an Bluthochdruck. Nach Auskunft seiner Frau Irene war er zuletzt darauf gefasst, nicht sonderlich alt zu werden. Der 69-Jährige sei an Weihnachten 1972 zu Hause friedlich an Herzversagen gestorben. Sein Grab auf dem Alten Friedhof Darmstadt (2 M 135) ist ein Ehrengrab.

## Werk
Ernst Kreuder hielt jenem „lärmenden Betrieb, den sie hinterher Geschichte nennen“, von Jugend an die Aufforderung zum Träumen und zur besinnlichen Einkehr entgegen. Seine Frau Irene nennt ihn – wohlwollend – „weltfremd“. Aber er war auch „ichfremd“, lehnte er es doch zeitlebens hartnäckig ab, sich als Schriftsteller der biografischen Mitgift und der eigenen Verletzbarkeit zu stellen. Kreuder verachtete „Realität“ sowohl in objektiver wie subjektiver Hinsicht. Seine Helden sind durchweg „Aussteiger“, die sich mit Gespür für Abenteuer, List und Klamauk in abseitigen Gefilden bewegen. Andererseits neigen sie zum Pathos und zum Predigen. 
Für Heinz Puknus stellte sich Kreuder die wichtige Aufgabe, der „‚metaphysischen‘ Region einer unentstellten tieferen Wirklichkeit“ nachzusinnen, „in der das nur zu erahnende ‚Geheimnis‘ allen Weltseins dem still-konzentrierten Erleben gegenwärtig wird.“ Henner Reitmeier kontert, auf die Dauer, nämlich über ein Dutzend Bücher gestreckt, sei dieses eher schlichte Programm wahrscheinlich nicht tragfähig genug gewesen. Entsprechend habe Kreuder statt Charakteren Sprachrohre vorgeführt. Dafür habe er es versäumt, einen eigenen Stil zu entwickeln; jedes Buch sei anders geschrieben. Wende er gleichwohl immer raffiniertere ästhetische Waffen an (vor allem: vielschichtige/verschachtelte Erzählstrukturen), entspreche ihnen leider keine wirkliche Austragung von Konflikten. Auch Rauer weist in seiner Arbeit trotz etlicher Verbeugungen vor Kreuders Erzählkunst wiederholt auf schmerzliche formale Mängel hin, darunter häufiges „Deklamieren“ und „ästhetische Inkonsistenz“ der einzelnen Werke.

## Wirkung
Über Kreuders fast sensationellen Anfangserfolg in den Nachkriegsjahren und seinen „Einbruch“ in der Gunst des Publikums und der Kritik in den späten 1950er Jahren wurde gestaunt und gerätselt. Wahrscheinlich spielen in beiden Fällen mehrere Aspekte ineinander. Rauer führt die unterschiedlichen Erklärungsversuche an und erörtert sie ausführlich. Beispielsweise sieht ein bei Kreuder-Verteidigern beliebtes Argument in dem verschrobenen Mühlenbewohner „ein Opfer der Gruppe 47“ – so die Überschrift eines Nachrufes von Kreuders Freund Karlheinz Deschner. Dieses Argument wird bereits durch den Hinweis entkräftet, Schriftsteller wie Arno Schmidt, Hans Erich Nossack oder Marlen Haushofer seien der „realistisch“, „politisch“ und wohl auch „marktwirtschaftlich“ orientierten „Gruppe 47“ ebenfalls ferngestanden, ohne doch, wie Kreuder, in einer zunehmenden Isolierung zu landen. Rauer selber nimmt einen in dieser Konsequenz neuen Blickwinkel ein. Maßgeblich für Kreuders Scheitern sei dessen hartnäckige Selbstinszenierung als Erwecker und Opfer gewesen, die genauso hartnäckig die Auseinandersetzung mit sich selbst meidet. Kreuder habe den „Stoff des eigenen Lebens, der eigenen Geschichte literarisch nicht bewältigt“, was sich zuletzt drastisch am Misslingen des großangelegten Romanes Agimos (1959) gezeigt habe. Folgt man dieser Sichtweise, konnte Kreuder seine so stark empfundene literarische Mission nie überzeugend beglaubigen – was um 1947 noch nicht so stark ins Auge fiel. „Dem Werk dienen, und das Werk war im tiefsten Sinne Dienst am Geheimnis“, konnte Kreuder in der Geschichte durchs Fenster noch verhältnismäßig ungestraft schreiben. In diesem Zusammenhang weist Rauer wiederholt auf die selten gewürdigte Selbstbezüglichkeit Kreuders hin. Sie zieht sich durch sämtliche seiner Bücher. Rauer führt etliche Belege an, die den Verdacht nähren, im Grunde habe Kreuder nur der Prozess des Schreibens und dessen Endprodukt interessiert – so etwas wie Wirkung, ob auf ihn selber, ob auf Mitmenschen, also gerade nicht.

## Werke

### Erzählungen und Romane
- Die Nacht des Gefangenen, Darmstadt 1939.
- Das Haus mit den drei Bäumen, Gelnhausen-Gettenbach 1944.
- Die Gesellschaft vom Dachboden, Hamburg (Rowohlt) 1946.
- Schwebender Weg. Die Geschichte durchs Fenster, Hamburg, Stuttgart (Rowohlt) 1947.
- Die Unauffindbaren, Stuttgart u. a. (Rowohlt) 1948.
- Herein ohne anzuklopfen, Hamburg (Rowohlt) 1954.
- Agimos oder die Weltgehilfen, Frankfurt/Main 1959.
- Spur unterm Wasser, Frankfurt/Main 1963.
- Tunnel zu vermieten, Darmstadt 1966.
- Hörensagen, Freiburg u. a. 1969.
- Der Mann im Bahnwärterhaus, München, Wien 1973.
- Luigi und der grüne Seesack und andere Erzählungen, Mainz 1980.
- Phantom der Angst, Stuttgart (Reclamheft) 1987.
- Die Gesellschaft vom Dachboden. Erzählungen. Essays. Selbstbetrachtungen, Berlin und Weimar (Aufbau) 1990.

### Gedichte
- Sommers Einsiedelei, Hamburg 1956.

### Betrachtungen
- Zur literarischen Situation der Gegenwart, Mainz 1951.
- Georg Büchner. Existenz und Sprache, Mainz 1955.
- Das Unbeantwortbare. Die Aufgaben des modernen Romans, Mainz 1959.
- Zur Umweltsituation des Dichters, Mainz 1961.
- Dichterischer Ausdruck und literarische Technik, Mainz 1963.

## Briefwechsel
- mit Karlheinz Deschner in: „Sie Oberteufel“. Briefe an Karlheinz Deschner, hrsg. von Bärbel und Katja Deschner, Hamburg 1992.
- mit Alfred Döblin in: Döblin, Alfred: Briefe, Bd. 2, hrsg. von Helmut F. Pfanner, Düsseldorf/Zürich 2001.
- mit Hans Henny Jahnn in: Hans Henny Jahnn und Ernst Kreuder. Der Briefwechsel, hrsg. und bearbeitet von Jan Bürger. Mainz 1995.
- mit Horst Lange in: Kreuder, Ernst: „Man schreibt nicht mehr wie früher“. Briefe an Horst Lange, in: Literaturmagazin 7, hrsg. von Hans Dieter Schäfer, Reinbek bei Hamburg 1977, S. 209–231.
- mit Hans Erich Nossack in: Nossack, Hans Erich: Geben Sie bald wieder ein Lebenszeichen. Briefwechsel 1943-1956, hrsg. von Gabriele Söhling, 2 Bde., Frankfurt am Main 2001.
- mit Arno Schmidt in: Schmidt, Arno: Briefwechsel mit Kollegen, hrsg. von Gregor Strick, Bargfeld 2007, S. 66–113.